# Армз-Шелдон, Дженни Мария
Дженни Мария Армз Шелдон (29 июля 1852, Беллоус Фоллс, Вермонт — 15 января 1938, Дирфилд, Массачусетс) — американский энтомолог, деятель образования, историк и музейный куратор.

## Биография
Дженни Мария Армс родилась в 1852 году в Беллоуз-Фолс, штат Вермонт. Её родителями были Юнис Страттон (Муди) Армс (Eunice Stratton (Moody) Arms) и Джордж Альберт Армс (George Albert Arms), директор магазина бытовой техники. Училась сначала в средней школе в Гринфилде, штат Массачусетс, затем продолжила обучение в школе миссис Бэджер в Бостоне (1873–76) и Массачусетском технологическом институте (1877–79). Она поступила в Массачусетский технологический институт в год, когда была открыта Женская лаборатория под руководством химика Эллен Суоллоу Ричардс. Хотя она и поступила в 1881 году, но учёбу не закончила.
В течение двух лет, начиная с 1879 года, она была специальной ученицей зоолога и палеонтолога Альфеуса Хаятта в Бостонском обществе естественной истории (предшественник Бостонского музея науки).  После этого она продолжала работать его ассистентом ещё четверть века. В течение приблизительно тринадцати лет она также преподавала в школе Pauline Agassiz Shaw's в Бостоне.
Шелдон имеет публикации по зоологическим, геологическим и историческим вопросам, включая Insecta (1890), обзор насекомых в соавторстве с её наставником  Альфеусом Хаяттом. Хаят и Шелдон были первыми, кто описал скорпионовых мух (Mecoptera) и подёнку (Ephemeroptera).
В 1897 году она вышла замуж за Джорджа Шелдона, политика, судью и историка, после чего разделяла время между Бостоном и родным городом Джорджа Дирфилдом (штат Массачусетс). Вместе они каталогизировали коллекции в музее Мемориального зала Дирфилда, расположенном в здании, которое раньше было домом Академии Дирфилда, и Шелдон служила куратором музея с 1913 года до своей смерти. Она опубликовала несколько брошюр по темам, связанным с музейными коллекциями, а также историческую биографию «Жизнь мальчика из Новой Англии» , основанную на ранней жизни её отца.
Шелдон принадлежала к нескольким научным организациям, включая Американскую ассоциацию развития науки и Национальный научный клуб. Она также принимала участие в таких организациях по защите прав женщин, как Неапольская ассоциация по содействию лабораторным исследованиям среди женщин, Ассоциация женщин в штате Массачусетс и Бостонская ассоциация равного избирательного права за хорошее правительство. Умерла в Дирфилде в 1938 году.

## Публикации

### Собственные
- Жизнь мальчика из Новой Англии (1896)
- Конкременты из глины Шамплен в долине Коннектикута (1900)
- Путеводитель по беспозвоночным из синоптической коллекции в музее Бостонского общества естествознания (1905 г.)
- Мемориальные камни Дирфилда (брошюра, 1905 г.)
- Джон Шелдон и усадьба в старом индийском доме (брошюра, 1911)
- Уолтер Титус Эйвери (брошюра, 1912)
- Старый индийский дом в Дирфилде, штат Массачусетс: и усилия, предпринятые в 1847 году, чтобы спасти его от разрушения (1922)
- Камни без косточек (1925)
- Явор, вязы и клёны старого оленьего поля (1930)
- Уроки наблюдения за животными: включая рисунки и описательную, сравнительную и инференциальную работу детей для использования учителями начальных и средних школ (1931)

### В соавторстве
- Насекомое (1898, с Алфеем Хаяттом)
- Вновь выявленные геологические особенности в рамках старого гранта в 8000 акров (1903, с Джорджем Шелдоном)
- Преподобный Джон Уильямс дом (1918, с Джорджем Sheldon)